# Arthur W. Radford
Arthur William Radford, född den 27 februari 1896 i Chicago, Illinois, död den 17 augusti 1973 (Bethesda, Maryland, var en amerikansk fyrstjärnig amiral i USA:s flotta. 
Radford var militärbefälhavare för United States Pacific Command 1949-1953 och USA:s försvarschef 1953-1957.